# Смидтс, Руди
Рудольф Смидтс (нидерл. Rudolf Smidts; род. 12 августа 1963, Нивель, Бельгия) — бельгийский футболист, защитник. Известен по выступлениям за «Антверпен» и сборную Бельгии. Участник чемпионатов мира 1986, 1990 и 1994 годов, а также чемпионата Европы 1984 года.

## Клубная карьера
Смидтс воспитанник клуба «Антверпен». В 1984 году он дебютировал за команду в Жюпиле лиге. В клубе он провел 13 сезонов, став одним из символов команды. В составе «Антверпена» Руди выиграл Кубок Бельгии, а в сезоне 1992/1993 дошёл до финала Кубка обладателей кубков. В 1997 году он перешёл в «Шарлеруа», где выступал один сезон. В 1998 году Смидтс подписал контракт с «Экереном», но через год после слияния с командой «Беерсхот» он переехал с клубом в родной Антверпен. В 2000 году Руди перешёл в «Мехелен». Отгыграв два сезона, он подписал годовое соглашение с клубом второго дивизиона «Шотен», где после окончания контракта завершил карьеру.

## Международная карьера
9 февраля 1992 года в отборочном матче чемпионата мира 1994 года против сборной Чехословакии Смидтс дебютировал за сборную Бельгии. 14 октября в матче против сборной Румынии Руди забил первый гол за национальную команду.
В 1994 году Смидтс принял участие в Чемпионате мира в США. На турнире он сыграл во встречах против сборных Саудовской Аравии, Германии, Нидерландов и Марокко.

### Голы за сборную Бельгии
| #   | Дата            | Место                                              | Противник | Счёт | Результат | Соревнование         |
| --- | --------------- | -------------------------------------------------- | --------- | ---- | --------- | -------------------- |
| 01. | 14 октября 1992 | Маркантонио Бентегоди (стадион), Брюссель, Бельгия | Румыния   | 1:0  | 1:0       | Чемпионата мира 1990 |

## Достижения
Командные
 «Антверпен»
- Обладатель Кубка Бельгии — 1991/92